# Mathogo
Il Mathogo (acronimo di Misil Anti-Tanque Hilo Guiado, in italiano "missile anticarro filoguidato) è un missile anticarro argentino sviluppato da CITEFA (Instituto de Investigaciones cientificas y Técnicas de las Fuerzas Armadas) per integrare ed eventualmente sostituire il cannone anticarro argentino da 105 millimetri modello 1968. Nel design è simile allo svedese Bofors Bantam, già acquistato in numero limitato per la Marina argentina, solo leggermente più grande e con una sezione appuntita dell'ogiva nelle prime versioni. Lo sviluppo è stato completato alla fine degli anni settanta e secondo vari rapporti non sarebbe più in produzione.
La testata del Mathogo è in grado di penetrare 400 mm di corazza in metallo omogeneo laminato.
Il missile ha raggiunto lo stato operativo nel 1978 ed è attualmente in uso da parte dell'esercito argentino. È stato approvato per il lancio dall'elicottero Agusta A109, anche se la precisione del missile ne soffre, quando viene utilizzato in questo modalità.